# Primeiro-ministro
O título de primeiro-ministro, na maioria dos casos, designa o chefe de governo nos Estados parlamentaristas e semipresidencialistas, em que o cargo é diferenciado do chefe de estado, o qual exerce funções mais cerimoniais e protocolares.
Em muitos casos, o primeiro-ministro é o líder da coligação de partidos políticos (ou mais raramente de um só partido político) que tem o apoio da maioria do parlamento. Em outros, como na política da Bélgica, o primeiro-ministro é nomeado pelo monarca (chefe de Estado) após deliberação com os membros do parlamento.   
As responsabilidades principais do primeiro-ministro incluem coordenar a atividade do governo a nível nacional e designar (nomear e demitir) membros do governo.
O cargo não existe em sistemas presidencialistas, em que o presidente exerce a função tanto de chefe de governo como de Estado, mas há exceções, tal como o Peru e a Coreia do Sul, ambas repúblicas presidencialistas com um presidente e um primeiro-ministro. Um caso único é a Arábia Saudita, uma monarquia absoluta em que o monarca é também o primeiro-ministro.

## Significado e títulos equivalentes
O termo «primeiro-ministro» enfatiza a sua primazia em relação aos outros ministros do governo ou gabinete ao qual ele pertence. O cargo de primeiro-ministro possui vários outros termos equivalentes, entre eles:
- Chanceler: na Alemanha, Áustria e Suíça
- Presidente do Conselho: em Itália, Líbano, Polônia, Portugal durante a monarquia constitucional e o Estado Novo, e no Brasil durante a monarquia constitucional e durante a república parlamentarista de 1961 a 1963.
- Presidente do governo: em Espanha, Rússia, República Checa e Croácia
- Chefe do governo: no Marrocos e na Tunísia
- Ministro de Estado: na Suécia, Noruega, Dinamarca e Mônaco.
- Ministro-presidente: nos Länder alemães e em regiões e comunidades da Bélgica
- Ministro em chefe: nos Estados e territórios da Índia, províncias do Paquistão, territórios da Austrália e nos Territórios Ultramarinos Britânicos.

## Forma feminina
De acordo com as regras gramaticais da Real Academia das Ciências de Lisboa, o feminino de «primeiro-ministro» é «primeira-ministra». Também se encontram referências a «a primeiro-ministro» ou «a primeira-ministro».